# Gooikse Pijl
Der Gooikse Pijl ist ein Eintagesrennen in Belgien. Es führt um die Stadt Gooik.
2004 gab es die Erstaustragung dieses Rennens. Zwischen 2004 und 2011 hatte das Rennen keinen UCI-Status. Seit 2012 ist es ein Teil der UCI Europe Tour und ist in der UCI-Kategorie 1.2 eingestuft.
Bisher gibt es noch keinen Rekordsieger, aber es konnten schon zwölf Radrennfahrer aus Belgien diesen Eintagesklassiker für sich entscheiden. Dazu kommen noch Sieger aus Litauen, Norwegen, Deutschland, der Niederlande und den USA.

## Palmarès
| Jahr | Sieger                | Zweiter                 | Dritter           |
| ---- | --------------------- | ----------------------- | ----------------- |
| 2004 | Renaud Boxus          | Iljo Keisse             | Davy Daniels      |
| 2005 | Jürgen Roelandts      | Jarno Van Mingeroet     | Pieter Duyck      |
| 2006 | Vytautas Kaupas       | Kevin Van der Slagmolen | Stijn Neirynck    |
| 2007 | Fabio Polazzi         | Mindaugas Striška       | Bert De Backer    |
| 2008 | Frédérique Robert     | Stijn Neirynck          | Kevin Peeters     |
| 2009 | Dieter Capelle        | Jarl Salomein           | Evert Verbist     |
| 2010 | Eliot Lietaer         | Jonas Van Genechten     | Jarl Salomein     |
| 2011 | Benjamin Verraes      | Timothy Dupont          | Steve Schets      |
| 2012 | Ken Hanson            | Tino Thömel             | Antoine Demoitié  |
| 2013 | Vegard Robinson Bugge | Boris Dron              | Eliot Lietaer     |
| 2014 | Roy Jans              | Tom Van Asbroeck        | Laurens De Vreese |
| 2015 | Oliver Naesen         | Dries Van Gestel        | Krister Hagen     |
| 2016 | Aidis Kruopis         | Emiel Vermeulen         | Timothy Dupont    |
| 2017 | Kenny Dehaes          | Gerben Thijssen         | Emiel Vermeulen   |
| 2018 | Jordi Meeus           | Amund Grøndahl Jansen   | Martin Mortensen  |
| 2019 | Pascal Ackermann      | Alberto Dainese         | Timothy Dupont    |
| 2020 | Danny van Poppel      | Gerben Thijssen         | Arvid de Kleijn   |
| 2021 | Fabio Jakobsen        | Danny van Poppel        | Jordi Meeus       |
| 2022 | Gerben Thijssen       | Jasper Philipsen        | Max Kanter        |
| 2023 | Jasper Philipsen      | Olav Kooij              | Dylan Groenewegen |
| 2024 | Tim Merlier           | Jordi Meeus             | Olav Kooij        |
| 2025 |                       |                         |                   |